# Encyrtus dubius
Encyrtus dubius is een vliesvleugelig insect uit de familie Encyrtidae. De wetenschappelijke naam is voor het eerst geldig gepubliceerd in 1840 door Fonscolombe.